# Manhattanproject

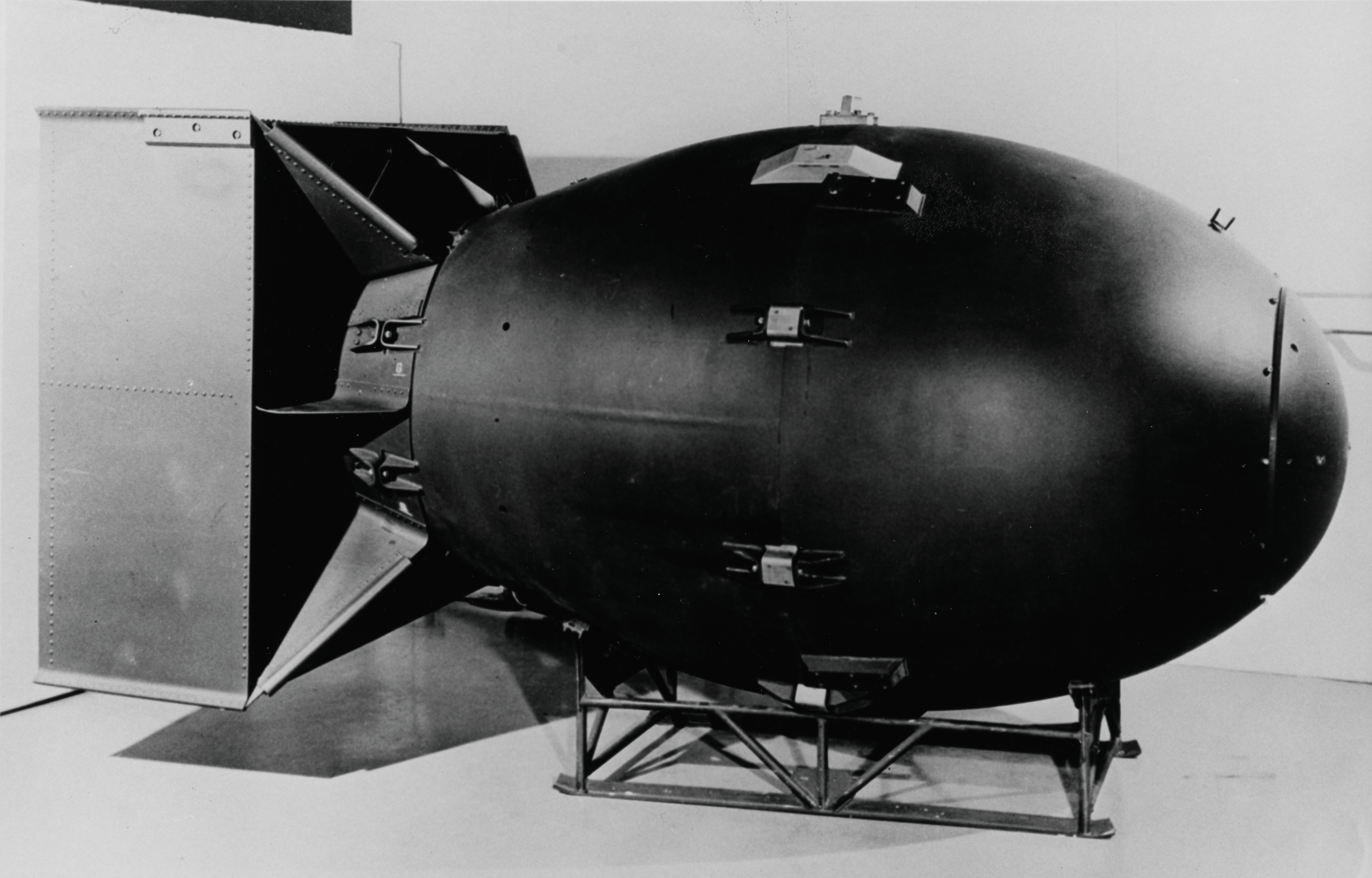
De atoombom Fat man

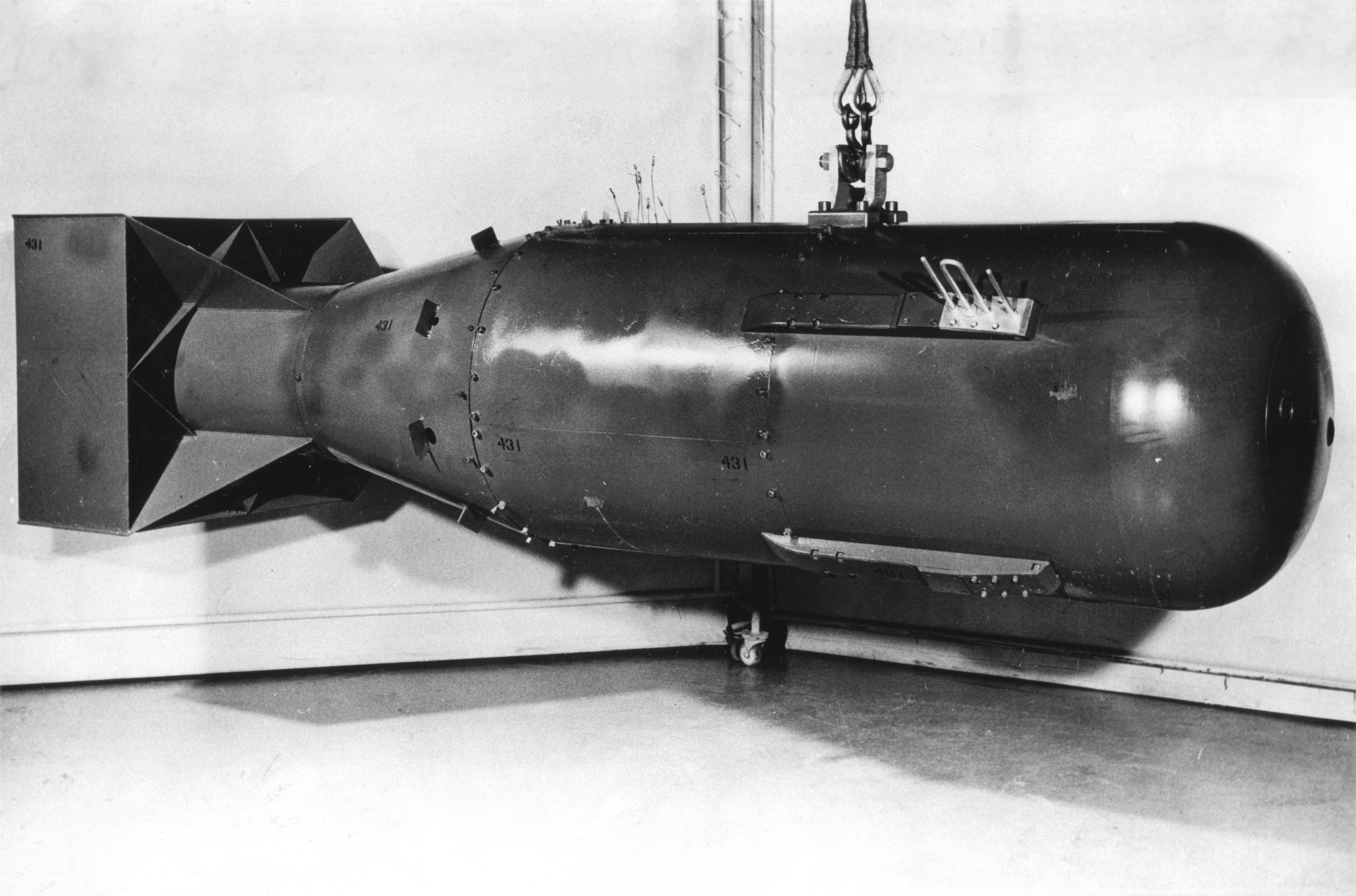
De atoombom Little boy

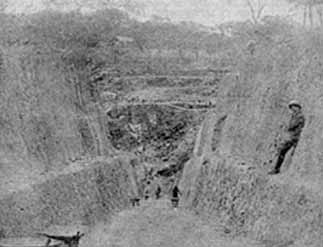
De meerderheid van het Uranium voor het Manhattanproject kwam van de Shinkolobwe-mijn in Belgisch-Congo.

Het Manhattanproject was de naam van de zeer geheime operatie (van 1942 tot 1946), geleid door de Verenigde Staten, met de hulp van Canada en het Verenigd Koninkrijk. Met dit project konden de Verenigde Staten tijdens de Tweede Wereldoorlog de atoombom ontwikkelen.

## Achtergrond
In 1938 werd in Berlijn het kernsplijtingsproces ontdekt door de wetenschappers Otto Hahn en Fritz Strassmann met behulp van Lise Meitner. Het nieuws over de kernsplijting gaven deze wetenschappers door aan de Deense wetenschapper Niels Bohr, die vervolgens van Kopenhagen naar Princeton afreisde. In Princeton besprak Bohr dit nieuws met de wetenschappers aldaar. Uit berekeningen leidde men af dat bij kernsplijting veel energie vrijkwam, genoeg om energie mee op te wekken of een bom ermee te maken. Dit nieuws verontrustte de Joodse wetenschappers Leó Szilárd, Eugene Wigner en Edward Teller, die vanwege de Jodenvervolgingen door de nazi's vanuit Duitsland naar de Verenigde Staten waren gevlucht. Zij achtten het namelijk mogelijk, dat vanwege deze ontdekking Duitsland op korte termijn een atoombom zou kunnen ontwikkelen. Adolf Hitler zou met de atoombom een groot militair overwicht kunnen hebben op het wereldtoneel.
Szilárd benaderde vervolgens Albert Einstein, die sinds 1933 in de VS verbleef en als wetenschapper ondertussen heel beroemd was geworden met zijn ontdekking van de algemene relativiteitstheorie. Szilárd wilde de bekendheid van Einstein gebruiken om de Amerikaanse regering te waarschuwen voor het naderende gevaar. Samen stelden ze een brief op, die ze in augustus 1939 naar de Amerikaanse president Roosevelt stuurden. Na het lezen van de brief besloot Roosevelt, dat Amerika zo snel mogelijk zelf een atoombom moest ontwikkelen, om sneller een atoombom te hebben dan de Duitsers. Aldus gaf de president de opdracht tot de start van onderzoek naar een atoombom wat uiteindelijk zou leiden tot het Manhattanproject.

## Ontwikkeling
Oorspronkelijk werd het Manhattanproject in Chicago uitgevoerd bij de Metallurgical Laboratory van de Universiteit van Chicago. Onderdeel van het Manhattanproject was ook de toepassing van kernsplijting ter opwekking van energie. Daarom begon parallel aan de ontwikkeling van de eerste atoombom ook de ontwikkeling van de eerste kernreactor. Op 2 december 1942 werd de eerste gecontroleerde nucleaire kettingreactie opgewekt, in de eerste experimentele kernreactor, de Chicago Pile-1.
Omdat er te veel uitlekte werd het Manhattanproject vanaf 1943 elders uitgevoerd. Hoewel het onderzoek en de productie van nucleair materiaal op meer dan dertig locaties plaatsvond, werd het Manhattanproject vooral uitgevoerd op drie geheime locaties: Hanford (Washington), Los Alamos (New Mexico) en Oak Ridge (Tennessee). De locatie in Hanford besloeg bijna 2600 km², die in Oak Ridge 243 km². Het bestaan van deze locaties was staatsgeheim tot na de Tweede Wereldoorlog. Op het hoogtepunt in 1945 werkten er 130.000 mensen aan het Manhattanproject, en de totale kosten bedroegen twee miljard dollar (in dollars van 1945 - anno 2012 zou dat ruim het twaalfvoudige zijn). In 1943 werd op de Hanford Site een aantal kernreactoren door Metallurgical Laboratory ontwikkeld voor het Manhattan Project. Het primaire doel van de grootste reactoren was de massaproductie van plutonium voor de fabricage van de atoombom.
Het ging er vooral om voldoende splijtbaar uranium van voldoende zuiverheid te verkrijgen.
In 1939 verscheepte de Belgische industrieel Edgar Sengier 1000 ton hoogwaardig uraniumerts van Belgisch-Congo naar New York en sloeg het op in een depot op Staten Island. In september 1942 zocht kolonel Kenneth Nichols Sengier op in zijn kantoor te New York. Nichols moest in opdracht van generaal Leslie Groves uranium verwerven. Nichols vroeg Sengier of Union Minière uraniumerts kon leveren. Sengier antwoordde: "U kan het nu hebben. Het is in New York, 1000 ton ervan. Ik verwachtte uw bezoek." Zonder het erts van Union Minière zou de VS in 1945 niet genoeg splijtbaar materiaal gehad hebben. Nichols schreef in zijn memoires: "Zonder Sengiers vooruitziendheid om erts op te slaan in de Verenigde Staten en bovengronds in Afrika zouden we eenvoudigweg de hoeveelheden uranium niet gehad hebben om de bouw van grote verrijkingsfabrieken en plutonium kweekreactoren te verrechtvaardigen." Sengier was de eerste niet-Amerikaan die de Legion of Merit ontving.
Een andere belangrijke Belgische bijdrage gebeurde via de in 1904 in Antwerpen geboren luitenant-kolonel Charles Vanden Bulck die onder kolonel Kenneth Nichols de operationele administratieve leiding voer en op 2 oktober 1945 eveneens de Legion of Merit ontving.

## Belangrijke personen
Het project stond initieel onder leiding van generaal James C. Marshall die kolonel Kenneth Nichols en Charles Vanden Bulck inschakelde. Omdat het project niet snel genoeg verliep werd de ervaren generaal Leslie Groves op het project gezet. Groves was reeds gekend en geapprecieerd voor de snelle oplevering van het Pentagon in Arlington (Virginia), nabij Washington D.C..
Veel bekende wetenschappers, vooral natuurkundigen en wiskundigen, werkten mee in het team dat de bom ontwierp, zoals Enrico Fermi, Richard Feynman, John von Neumann, Robert Oppenheimer (wetenschappelijk projectleider) en Edward Teller. Een indicatie van de hoeveelheid talent die voor dit project bijeen werd gebracht is het feit dat twintig van de medewerkers aan het project ooit - later of al eerder - een Nobelprijs kregen.
Personen die een belangrijke rol hebben gespeeld bij de totstandkoming of de uitvoering van het Manhattanproject waren onder meer:

Wetenschappers
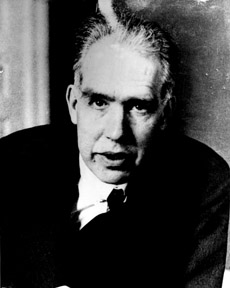
Niels Bohr
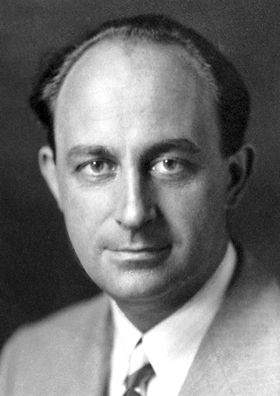
Enrico Fermi
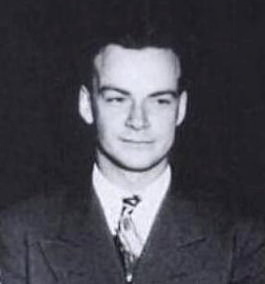
Richard Feynman
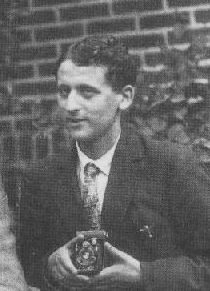
Samuel Goudsmit
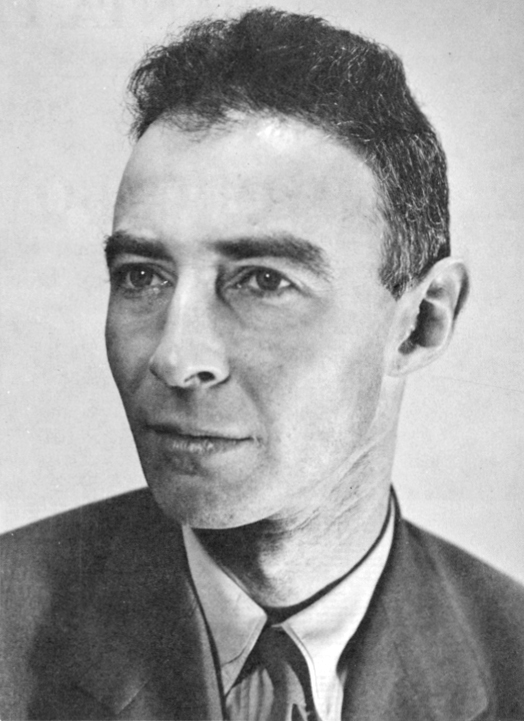
Robert Oppenheimer
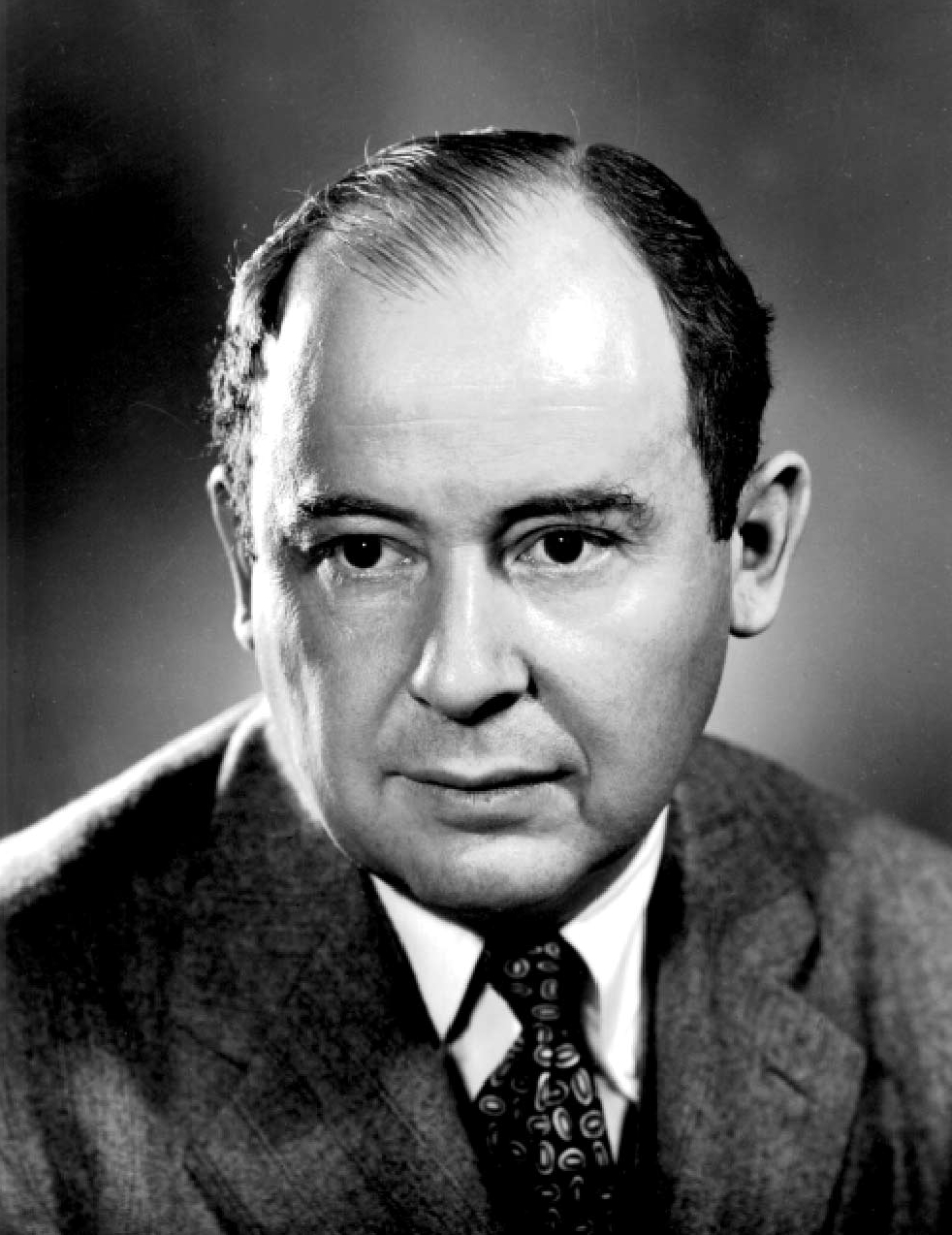
John von Neumann
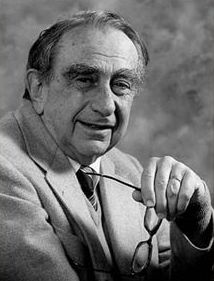
Edward Teller
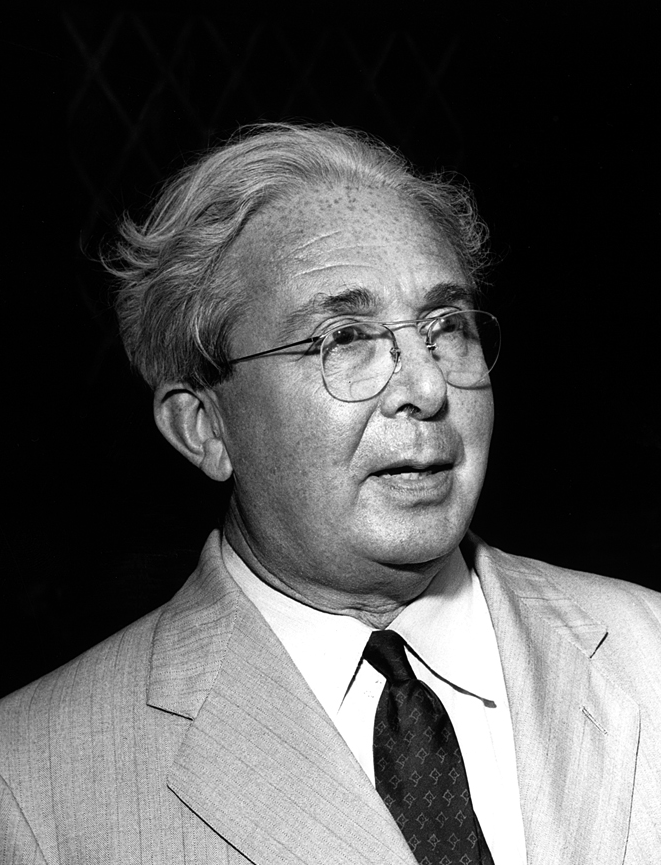
Leó Szilárd
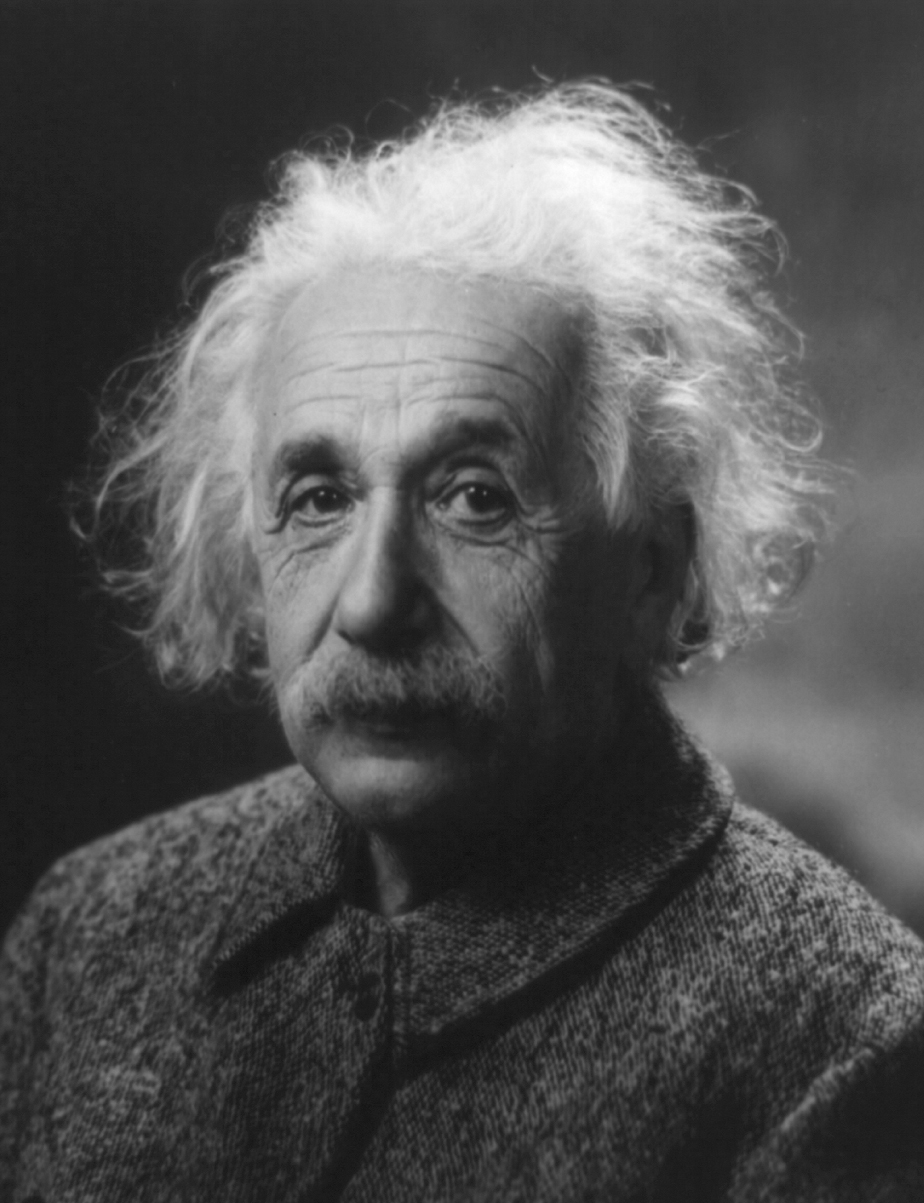
Albert Einstein (nam zelf niet deel aan het Manhattanproject)

Militairen
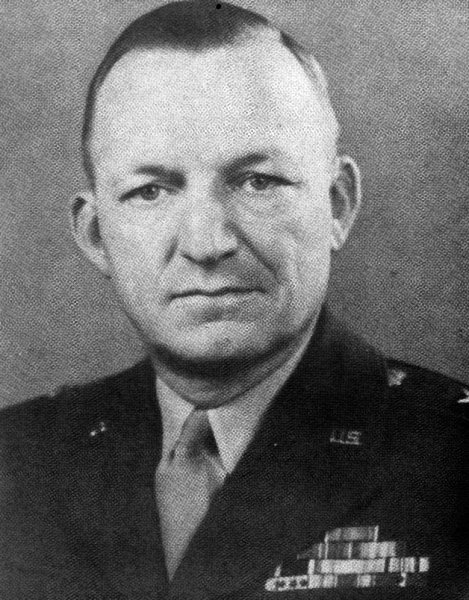
Generaal James C. Marshall
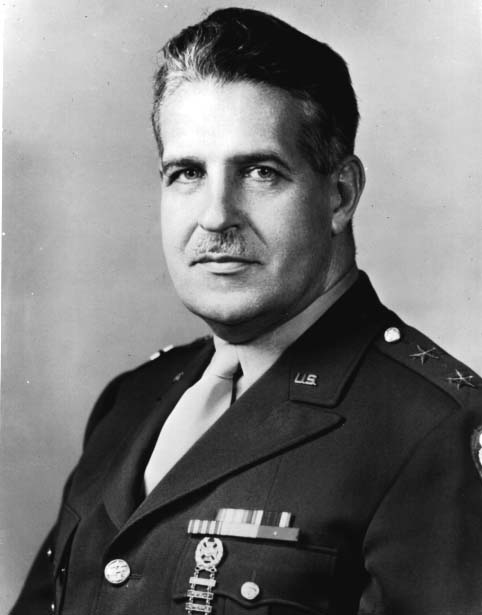
Generaal Leslie Groves
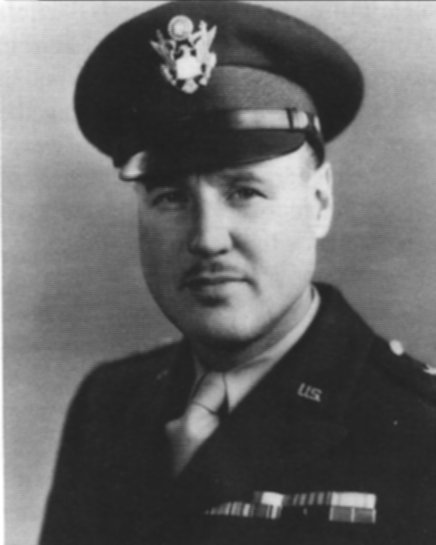
Kolonel Kenneth Nichols
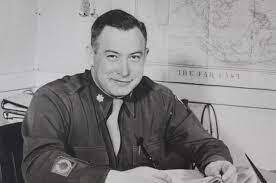
Luitenant-Kolonel Charles Vanden Bulck

Militaire organigrammen
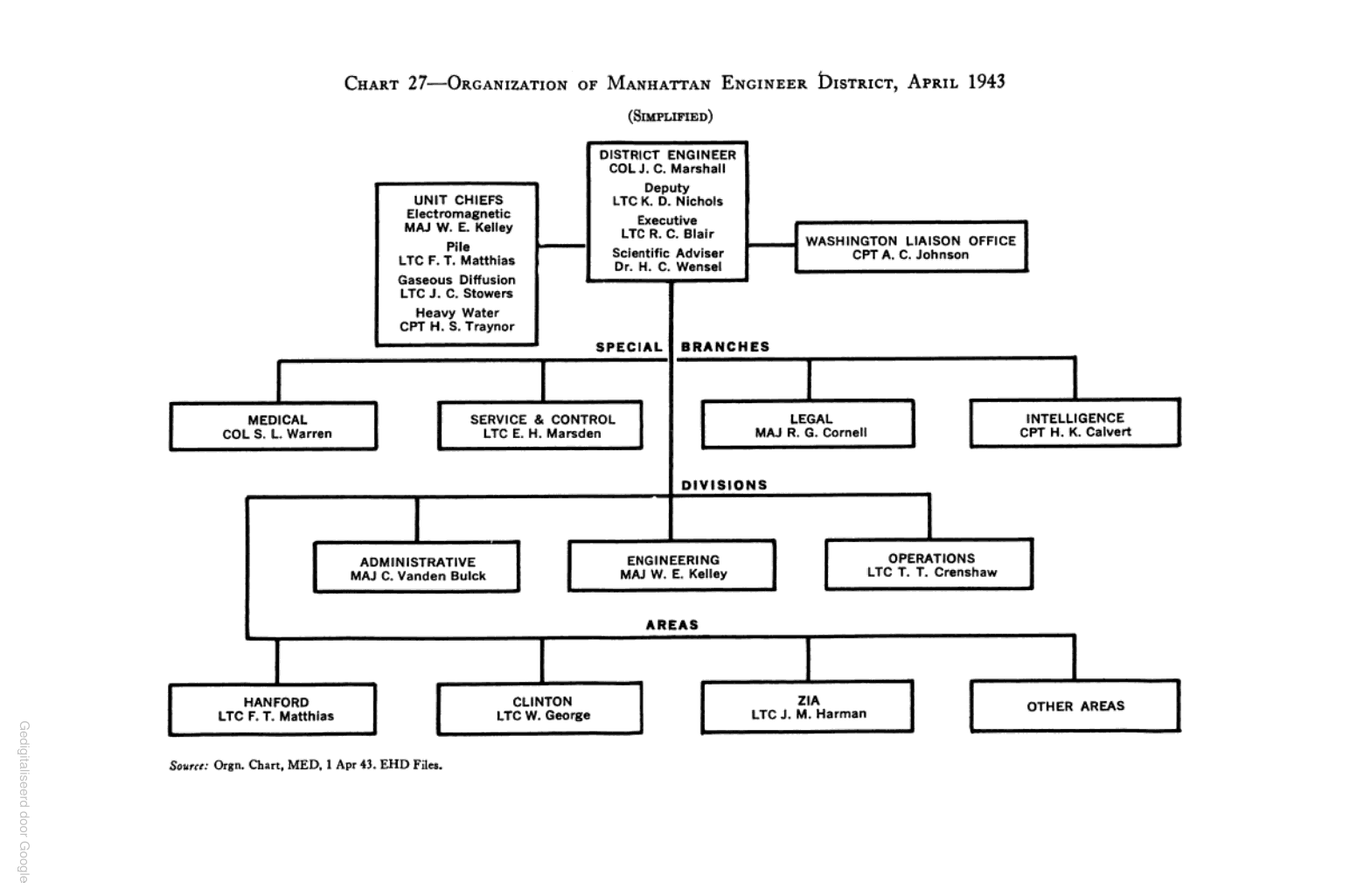
Organigram april 1943
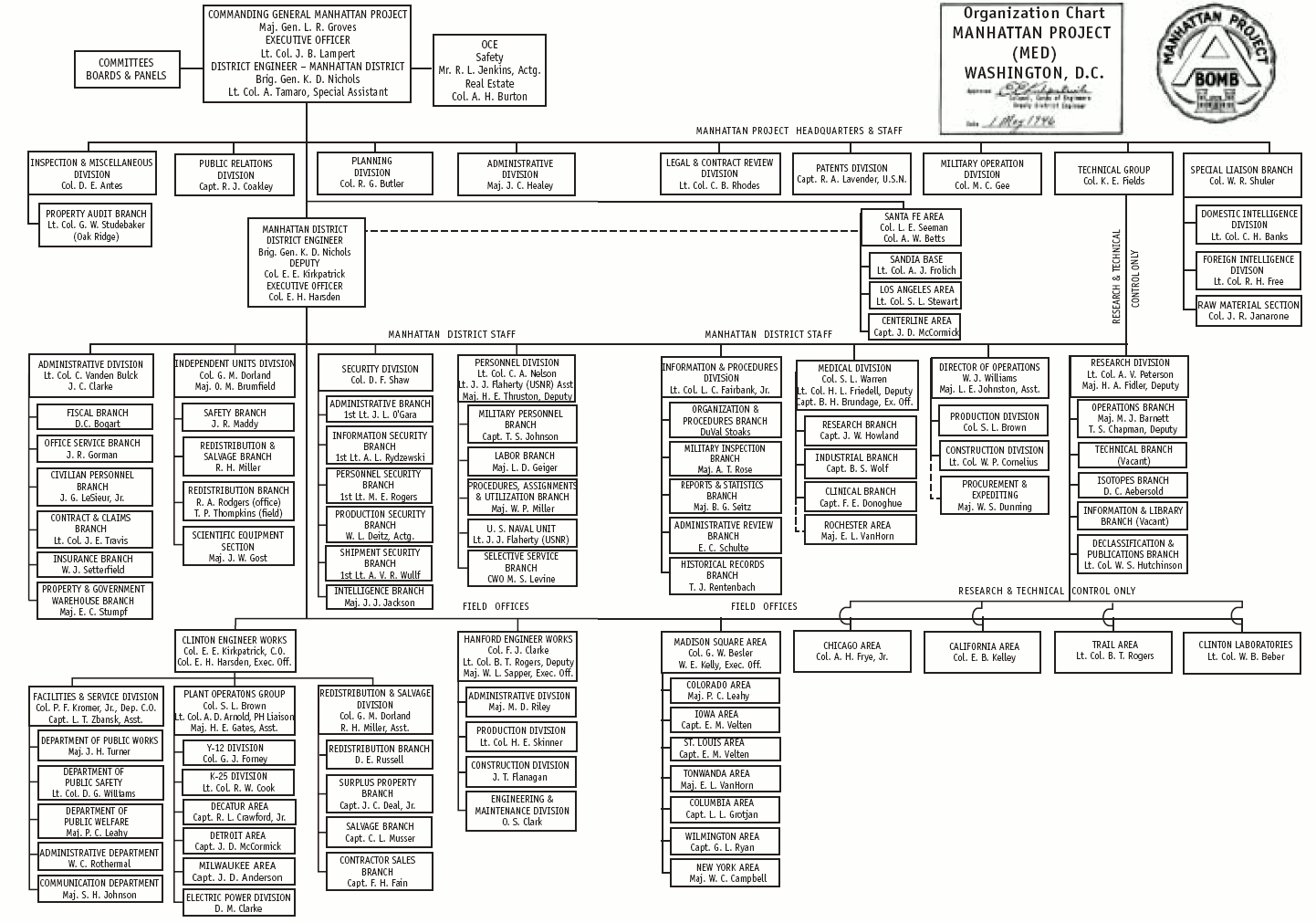
Organigram 1946

## Afloop
Toen de atoombom zo goed als af was, moest er getest worden. Dit gebeurde onder de naam Trinity op 16 juli 1945. Toen deze test geslaagd was, werden twee nieuwe atoombommen gebouwd, die gebruikt werden om de Japanse steden Hiroshima en Nagasaki te bombarderen. De atoombommen werden met een vliegtuig op 5 augustus 1945 op deze steden gedropt. Als directe gevolg hiervan kwamen circa 250.000 mensen om het leven in Japan. Vanwege de straling zouden er later nog enige honderdduizenden mensen omkomen. Na de Tweede Wereldoorlog zou blijken dat Duitsland lang niet zo ver was om een atoombom te ontwikkelen.

## Impact op de westerse cultuur
Met de detonatie van het eerste kernwapen, begon een periode aangeduid als het atoomtijdperk. Deze periode luidde diepgaande veranderingen in het sociaal-politieke denken en de loop van de technologische ontwikkeling in. Terwijl nucleaire technologie een tijdlang werd gepromoot als het toonbeeld van vooruitgang en moderniteit, bracht het betreden van het atoomtijdperk ook angstaanjagende implicaties met zich mee zoals de nucleaire oorlogsvoering, de Koude Oorlog, wederzijdse verzekerde vernietiging, nucleaire proliferatie, het risico van een nucleaire ramp. Dit had een grote impact op de westerse cultuur van die tijd.